# Päpstliches Irisches Kolleg

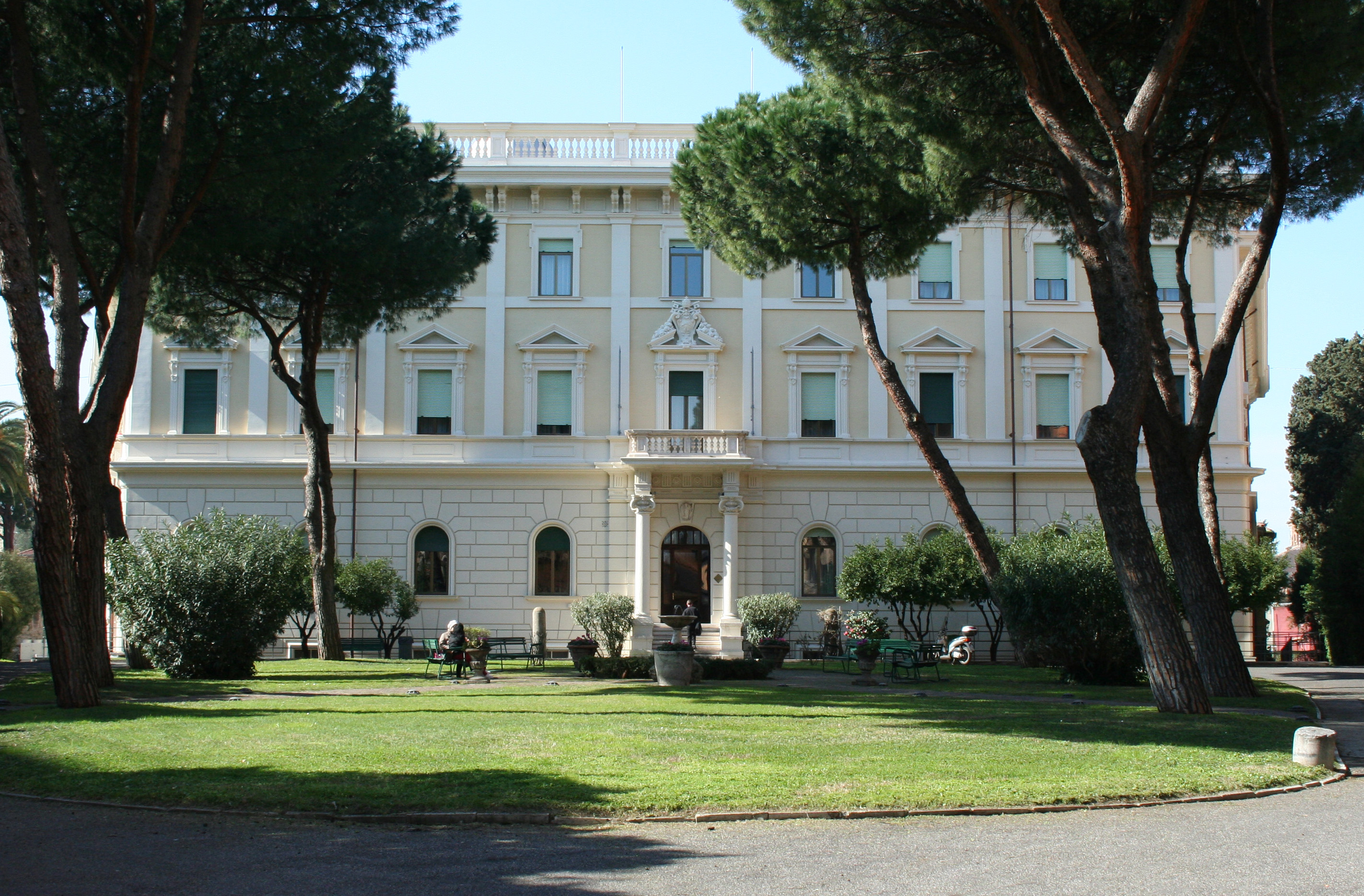
Päpstliches Irisches Kolleg in Rom

Das Päpstliche Irische Kolleg (en.: Pontifical Irish College, ir. Coláiste Pontaifiúil na nGael, it.: Pontificio Collegio Irlandese) in Rom ist ein Päpstliches Kolleg für die Aus- und Weiterbildung von irischen  Priestern. Es bietet aber auch Priesteramtskandidaten aus anderen Ländern den Aufenthalt an. Das Kolleg wurde 1628 als „Collegium Hibernicum“ gegründet und durch Papst Urban VIII. (1623–1644) genehmigt.

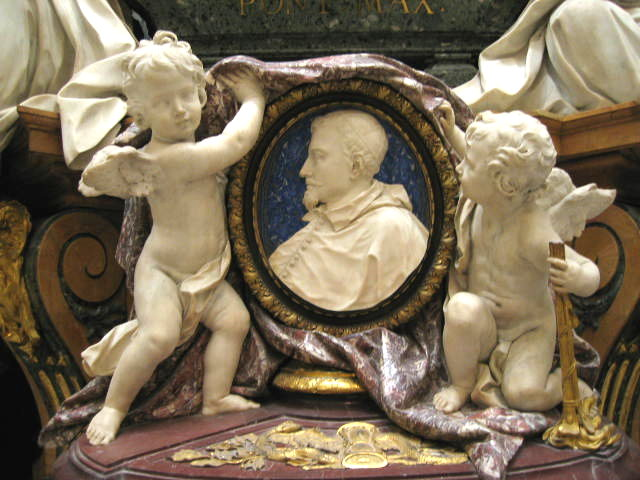
Bildnis des Kardinals Ludovico Ludovisi an seinem Grabmonument von Pierre Le Gros (Rom, Sant’Ignazio).

## Gründung
1625 richteten die irischen  Bischöfe eine Anfrage an Papst Urban VIII. und äußerten den Wunsch in Rom ein nationales Kolleg zu errichten. Unterstützt wurden sie dabei vom Kardinalprotektor für Irland dem Kardinal Ludovico Ludovisi, die Kosten wollten die Bischöfe übernehmen. Sie mieteten gegenüber von San Isodoro in Rom eine Residenz, am 1. Januar 1628 wurde mit sechs Seminaristen der Lehrbetrieb aufgenommen. Zum ersten Rektor wurde  Erzdiakon Eugene Callanan von  Cashel berufen, als Direktor der Franziskaner Luke Wadding, der spätere Titularbischof von Zenopolis in Isauria und Koadjutorbischof von  Ferns. Kardinal Ludovisi verstarb 1632 und hinterließ dem Kolleg einen Großteil seines Besitzes, zu seinen Ehren wird das Irische Kolleg auch mit seinem Namen als „Kolleg Ludovicio Ludovisi“ benannt. Gemäß seinem Testament sollte die Kollegleitung von den Jesuiten übernommen werden, dieses wurde aber erst nach einem Rechtsstreit im Jahre 1635 umgesetzt.

## Das Kolleg im 17. und 18. Jahrhundert
Am 8. Februar 1635 übernahmen die Jesuiten die Verantwortung für das Kolleg, diese Kollegführung dauerte bis zum Jahr 1772. Der erste Rektor wurde der Jesuit Pater James Forde, ihm folgte 1637 Pater William Malone. 1667 geriet das Kolleg in finanzielle Probleme, es gab Beschwerden und Beanstandungen über die Leitung. Am Kolleg waren nie mehr als 5–7 Studenten eingeschrieben und eine päpstliche Kommission beriet über das Schicksal der Hochschule. Die Kommission entschied 1772 den Jesuiten die Leitung zu entziehen und der italienische Priester Luigi Cuccagni wurde als neuer Rektor eingesetzt. Seine Amtszeit endete mit der Schließung des Kollegs durch die Herrschaft  Napoleons im Jahre 1798.

## Das Kolleg im 19. Jahrhundert
Michael Blake, letzter Schüler am Irischen Kolleg aus dem Jahre 1798 und späterer Bischof von  Dromore, wandte sich an den Papst und erbat die Wiedereröffnung des Irischen Kollegs. Dieser gab diesem Anliegen statt und am 18. Februar 1826 wurde, unter gleichzeitiger Einsetzung von Blake als Rektor das Kolleg in Betrieb genommen. 1830 studierten am Kolleg bereits 30 Kandidaten, neuer Rektor war inzwischen Paul Cullen geworden, die Anzahl der Studenten nahm nun deutlich zu und man mietete ein neues Gebäude, Cullen kaufte ein Sommerhaus für die Seminaristen und Priester. 1835 erhielt das Institut von Papst Gregor XVI. (1831–1846) die Kirche Sant’Agata dei Goti als Kollegiatkirche. 1850 übernahm Tobias Kirby (späterer Titularerzbischof von  Ephesus) das Rektorenamt, welches er über 40 Jahre ausüben sollte. Ihm folgte  Michael Kelly der spätere Erzbischof von  Sydney. Am 25. Januar 1948 verlieh Papst Pius XII. (1939–1958) dem Kolleg den Status eines Päpstlichen Kollegs.

## Bibliothek
Die kollegeigene Bibliothek wurde 1639, nach dem das Kolleg ein Haus in der Via degli Ibernesi bezogen hatte, gegründet. 1642 erhielt sie die erste große Sammlung  liturgischer und  antiquarischer Schriften. Die in Lateinisch verfassten Bücher und Schriftstücke stammten aus den Sammlungen ehemaliger Schüler. Nach der Wiedereröffnung des Kollegs im Jahre 1826 wurde die Bibliothek zu einem permanenten Sammelplatz. Dieses hatte auch zur Folge, dass sie 1836 in die Kollegiatkirche verlegt werden musste und 1926 das jetzige Gebäude an der Via dei Santi Quattro bezog. Die Bibliothek besitzt heute über 15 000 Bücher, 300 Bücher aus dem 16. Jahrhundert und 700 Publikationen aus dem 17. und 18. Jahrhundert.

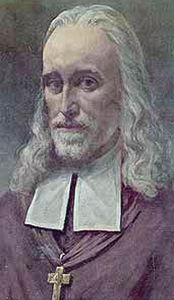
Oliver Plunkett

## Oliver Plunkett Union
Im Jahr 1910 trafen sich in Dublin ehemalige Seminaristen des Irischen Kollegs. Um Kontakte zu fördern und die praktische Arbeit am Kolleg zu unterstützen, gründeten sie die Oliver Plunkett Union. Als Namenspatron wählten sie den Hl. Oliver Plunkett. Die konstituierende Sitzung fand am 21. Mai 1929 in Dublin statt, ihr gehörten 55 Priester an, weitere 44 Priester hatten ihr Mitgliedsinteresse bekundet. Als Zielsetzung legte das Präsidium fest, dass die Union Freundschaft mit den ehemaligen Studenten am Irischen Kolleg halten soll, dass eine enge Verbindung zu den aktiven Schülern gepflegt werden soll und dass die Union ein Teil des katholischen öffentlichen Lebens in Irland werden soll. Sie unterstützten und förderten die Heiligsprechung des Oliver Plunkett. 1930 wurden die ersten gemeinsamen Statuten verabschiedet, die Vollversammlung wird jährlich im September in Dublin abgehalten. Das Präsidium, bestehend aus dem Präsidenten, dem Schriftführer, dem Schatzmeister und einem Beisitzer, wird alle zwei Jahre gewählt.

## Gegenwart
Das heutige Päpstliche Irische Kolleg hat seine Residenz in der Via dei Santi Quattro 1 in unmittelbarer Nähe zur Basilika Santi Quattro Coronati Rom. Die integrierte  Kapelle gilt als ein beliebter Hochzeitsort für jährlich mehr als 250 Paare. Das Seminar, die Hauskapelle und die Kollegiatkirche bilden heute den Mittelpunkt der irischen Kirchengemeinde in Rom.
Seit 2010 leitet Monsignore Liam Bergin (aus dem Bistum Ossory) das Kolleg, sein Stellvertreter ist Pater Albert McDonnell (aus dem Bistum Killaloe), der Verwaltungsdirektor ist Pater Billy Swan und Geistlicher Direktor ist Pater Chris Hayden  (beide aus dem Bistum Ferns).
2011 bietet das Kolleg Platz für Seminaristen aus Togo (1), Malta (1), Russland (1) Irland (19), Polen (1), Korea (1), Italien (3), Irak (1), Ukraine (2), Kenia (1), Kroatien (1), Rumänien (1), Ungarn (1), Thailand (1), Australien (1) und China (1).

## Rektoren
- Michael Blake (1826–1828)
- Christopher Boylan (1828–1830)
- Paul Cullen (1831–1850)
- Tobias Kirby (1850–1891)
- Michael Kelly (1894–1901)
- Michael O’Riordan (1905–1919)
- John O’Hagan (1919–1930) – Vizerektor: 1904–1919
- Michael J. Curran (1930–1939) – Vizerektor: 1920–1930
- Seán Brady (1987–1993) – Vizerektor: 1980–1987
- John Fleming (1993–2001) – Vizerektor: 1987–1993
- Liam Bergin (2001–2011)
- Ciaran O’Carrol (2011–2020)
- Paul Finnerty (seit 2020)

## Einige Persönlichkeiten
- Johannes Poncius (John Ponce) OFM (1599–1661), Theologe und Philosoph, Rektor des Päpstlichen Irischen Kollegs
- Edmund O’Reilly SJ (1616–1669), Erzbischof von Armagh[3]
- Hugh MacMahon (1660–1737), Erzbischof von Armagh[4]
- Charles Patrick Meehan (1812–1890), irischer Pater, Historiker und Schriftsteller[5]
- Donal J. Herlihy (1908–1983), Bischof von Ferns
- Willie Walsh (1935–2025), Bischof von  Killaloe
- Seán Baptist Kardinal Brady (* 1939), Erzbischof von Armagh, Primas der römisch-katholischen Kirche von ganz Irland, Vorsitzender der Irischen Bischofskonferenz
- Dermot Clifford (* 1939), Erzbischof von Cashel und Emly
- Michael Smith (* 1940), Bischof von Meath
- William Crean (* 1951), Bischof von Cloyne (Irland)
- Eugene und Martin O’Hagan sowie David Delargy waren Seminaristen und bildeten als Priester die Gesangsgruppe The Priests.